# Motor de programari
Un motor de programari és un programa d'ordinador que genera codi font o codi de marques que, al seu temps, esdevé l'entrada a un altre procés informàtic. L'analogia és la d'un procés que és seguit per un altre procés, amb el codi de programa sent cremat a manera de combustible. Un motor de programari difereix d'altres processos informàtics en què d'altres processos generen dades, no el codi executat simultàniament. Un exemple de motor pot ser el motor de la wikipedia, que serveix codi HTML al navegador. A més un motor de programari difereix dels dimonis en què aquests s'executen en background esperant respondre a events, com peticions a pàgines web.